# Elephantomyia (Elephantomyia) zonata
Elephantomyia (Elephantomyia) zonata is een tweevleugelige uit de familie steltmuggen (Limoniidae). De soort komt voor in het Palearctisch gebied.